# ذكريات الشباب
ذكريات الشباب (بالكورية: 청춘기록) هو مسلسل تلفزيوني كوري جنوبي، من بطولة بارك بو غوم، بارك سو دام وبيون وو سوك. عرض المسلسل على شبكة تي في إن في الفترة من 7 سبتمبر حتى 27 أكتوبر 2020 كما أنه متاح عالمياً على منصة نتفليكس.

## القصة
تتحدث دراما «ذكريات الشباب» عن نمو الشباب الذين يسعون لتحقيق أحلامهم، وحبهم دون يأس، في جيل أصبحت فيه الأحلام رفاهية. وسرد عاطفي عن الشباب الذين يتجهون لأحلامهم بطريقتهم الخاصة، مظهرين الحماس و التعاطف.

## الإستقبال
حقق المسلسل في نسب المشاهدة في الحلقة الأخيرة 8.740% حوالي 1.99 مليون مشاهدة على مستوى الدولة، مما يجعلها واحدة من أعلى المسلسلات تقييما على قنوات الكيبل (القنوات الخاصة). كما تصدر لثمانية اسابيع في المرتبة الأولى. 
| الموسم | الموسم | رقم الحلقة | رقم الحلقة | رقم الحلقة | رقم الحلقة | رقم الحلقة | رقم الحلقة | رقم الحلقة | رقم الحلقة | رقم الحلقة | رقم الحلقة | رقم الحلقة | رقم الحلقة | رقم الحلقة | رقم الحلقة | رقم الحلقة | رقم الحلقة | المتوسط |
| الموسم | الموسم | 1          | 2          | 3          | 4          | 5          | 6          | 7          | 8          | 9          | 10         | 11         | 12         | 13         | 14         | 15         | 16         | المتوسط |
| ------ | ------ | ---------- | ---------- | ---------- | ---------- | ---------- | ---------- | ---------- | ---------- | ---------- | ---------- | ---------- | ---------- | ---------- | ---------- | ---------- | ---------- | ------- |
|        | 1      | 1.406      | 1.569      | 1.708      | 1.919      | 1.677      | 1.694      | 1.681      | 1.863      | 1.722      | 1.843      | 1.794      | 1.762      | 1.800      | 1.795      | 1.764      | 1.999      | 1.750   |

| الحلقة | تاريخ البث الأصلي | تقييمات (نيلسن كوريا) | تقييمات (نيلسن كوريا) |
| الحلقة | تاريخ البث الأصلي | على الصعيد الوطني     | سيول                  |
| ------ | ----------------- | --------------------- | --------------------- |
| 1      | 7 سبتمبر 2020     | 6.362٪ (الأول)        | 7.791٪ (الأول)        |
| 2      | 8 سبتمبر 2020     | 6.802٪ (الأول)        | 8.217٪ (الأول)        |
| 3      | 14 سبتمبر 2020    | 7.200٪ (الأول)        | 9.102٪ (الأول)        |
| 4      | 15 سبتمبر 2020    | 7.823٪ (الأول)        | 9.626٪ (الأول)        |
| 5      | 21 سبتمبر 2020    | 7.801٪ (الأول)        | 9.037٪ (الأول)        |
| 6      | 22 سبتمبر 2020    | 6.995٪ (الأول)        | 8.409٪ (الأول)        |
| 7      | 28 سبتمبر 2020    | 7.730٪ (الأول)        | 9.368٪ (الأول)        |
| 8      | 29 سبتمبر 2020    | 7.734٪ (الأول)        | 9.225٪ (الأول)        |
| 9      | 5 أكتوبر 2020     | 7.404٪ (الأول)        | 8.974٪ (الأول)        |
| 10     | 6 أكتوبر 2020     | 8.238٪ (الأول)        | 10.063٪ (الأول)       |
| 11     | 12 أكتوبر 2020    | 8.262٪ (الأول)        | 9.618٪ (الأول)        |
| 12     | 13 أكتوبر 2020    | 7.798٪ (الأول)        | 9.439٪ (الأول)        |
| 13     | 19 أكتوبر 2020    | 7.760٪ (الأول)        | 9.313٪ (الأول)        |
| 14     | 20 أكتوبر 2020    | 7.772٪ (الأول)        | 9.617٪ (الأول)        |
| 15     | 26 أكتوبر 2020    | 7.625٪ (الأول)        | 9.134٪ (الأول)        |
| 16     | 27 أكتوبر 2020    | 8.740٪ (الأول)        | 10.728٪ (الأول)       |
| المعدل | المعدل            | 7.628٪                | 9.229٪                |

## روابط خارجية
- ذكريات الشباب على موقع IMDb (الإنجليزية)
- ذكريات الشباب على موقع نتفليكس (الإنجليزية)
- ذكريات الشباب على موقع فيلمافينيتي (الإسبانية)
- ذكريات الشباب على موقع كينوبويسك (الروسية)
- ذكريات الشباب على موقع قاعدة بيانات الفيلم (الإنجليزية)